# Pallacanestro maschile ai I Giochi panamericani
Il Campionato maschile di pallacanestro ai I Giochi panamericani si è svolto dal 27 febbraio all'8 marzo 1951 a Buenos Aires, in Argentina, durante i I Giochi panamericani. La vittoria finale è andata alla nazionale statunitense.

## Squadre partecipanti
- Argentina
- Brasile
- Cile
- Colombia
- Cuba
- Ecuador
- Messico
- Panama
- Paraguay
- Stati Uniti

## Fase preliminare

### Primo turno
I vincitori dei primi due incontri si qualificavano per la fase successiva, i vincitori dei secondi due incontri passavano al terzo turno, i perdenti andavano al ripescaggio.
| Buenos Aires 27 febbraio 1951 | Stati Uniti | 74 – 52 | Ecuador | Luna Park |

| Buenos Aires 27 febbraio 1951 | Argentina | 58 – 45 | Messico | Luna Park |

| Buenos Aires 27 febbraio 1951 | Panama | 60 – 56 | Colombia | Luna Park |

| Buenos Aires 27 febbraio 1951 | Cuba | 53 – 44 | Paraguay | Luna Park |

### Ripescaggio
I vincitori passavano al terzo turno, i perdenti andavano al girone di consolazione.
| Buenos Aires 28 febbraio 1951 | Messico | 54 – 43 (31-20) | Paraguay | Luna Park |

| Buenos Aires 28 febbraio 1951 | Ecuador | 47 – 25 (25-12) | Colombia | Luna Park |

### Secondo turno
I vincitori si qualificavano per la fase successiva, i perdenti andavano al terzo turno.
| Buenos Aires 28 febbraio 1951 | Cile | 46 – 36 | Cuba | Luna Park |

| Buenos Aires 28 febbraio 1951 | Brasile | 62 – 44 | Panama | Luna Park |

### Terzo turno
I vincitori si qualificavano per la fase successiva, i perdenti andavano al girone di consolazione.
| Buenos Aires 1º marzo 1951 | Cuba | 44 – 42 | Ecuador | Luna Park |

| Buenos Aires 1º marzo 1951 | Panama | 62 – 57 | Messico | Luna Park |

## Girone di consolazione
| Squadra  | G | V | P | PF  | PS  | DP  |
| -------- | - | - | - | --- | --- | --- |
| Paraguay | 3 | 2 | 1 | 175 | 121 | +53 |
| Messico  | 3 | 2 | 1 | 187 | 145 | +42 |
| Ecuador  | 3 | 2 | 1 | 135 | 140 | -5  |
| Colombia | 3 | 0 | 3 | 97  | 188 | -91 |

## Risultati
| Buenos Aires 4 marzo 1951 | Paraguay | 78 – 52 | Messico | Luna Park |

| Buenos Aires 4 marzo 1951 | Ecuador | 55 – 41 | Colombia | Luna Park |

| Buenos Aires 5 marzo 1951 | Messico | 59 – 35 (26-21) | Ecuador | Luna Park |

| Buenos Aires 5 marzo 1951 | Paraguay | 57 – 24 (38-9) | Colombia | Luna Park |

| Buenos Aires 7 marzo 1951 | Ecuador | 45 – 40 | Paraguay | Luna Park |

| Buenos Aires 7 marzo 1951 | Messico | 76 – 32 (34-12) | Colombia | Luna Park |

## Girone finale
| Squadra     | G | V | P | PF  | PS  | DP   |
| ----------- | - | - | - | --- | --- | ---- |
| Stati Uniti | 5 | 5 | 0 | 367 | 257 | +110 |
| Argentina   | 5 | 4 | 1 | 300 | 261 | +39  |
| Brasile     | 5 | 2 | 3 | 255 | 287 | -32  |
| Cuba        | 5 | 2 | 3 |     |     |      |
| Cile        | 5 | 1 | 4 |     |     |      |
| Panama      | 5 | 1 | 4 | 297 | 340 | -43  |

## Risultati
| Buenos Aires 2 marzo 1951 | Cile | 61 – 51 | Panama | Luna Park |

| Buenos Aires 2 marzo 1951 | Stati Uniti | 77 – 59 | Cuba | Luna Park |

| Buenos Aires 2 marzo 1951 | Argentina | 58 – 47 (30-30) | Brasile | Luna Park |

| Buenos Aires 4 marzo 1951 | Brasile | 58 – 39 | Cile | Luna Park |

| Buenos Aires 4 marzo 1951 | Argentina | 72 – 56 | Cuba | Luna Park |

| Buenos Aires 4 marzo 1951 | Stati Uniti | 90 – 55 | Panama | Luna Park |

| Buenos Aires 5 marzo 1951 | Stati Uniti | 69 – 50 | Cile | Luna Park |

| Buenos Aires 5 marzo 1951 | Brasile | 57 – 46 | Cuba | Luna Park |

| Buenos Aires 5 marzo 1951 | Argentina | 65 – 54 | Panama | Luna Park |

| Buenos Aires 6 marzo 1951 | Cuba | 73 – 67 | Panama | Luna Park |

| Buenos Aires 6 marzo 1951 | Stati Uniti | 74 – 42 | Brasile | Luna Park |

| Buenos Aires 6 marzo 1951 | Argentina | 54 – 47 | Cile | Luna Park |

| Buenos Aires 8 marzo 1951 | Panama | 70 – 51 | Brasile | Luna Park |

| Buenos Aires 8 marzo 1951 | Cuba | ? – ? | Cile | Luna Park |

| Buenos Aires 8 marzo 1951 | Stati Uniti | 57 – 51 (29-23) | Argentina | Luna Park (25.000 spett.) |

## Classifica finale
| Pos. | Squadra     | Formazione |
| ---- | ----------- | --- |
|      | Stati Uniti | Stati UnitiAdkins, Atha, Babcock, Barksdale, Faszholz, Gilbert, Kern, Lambdin, Leslie, E. Longfellow, Murray, O'Neill, Powell, Turner, All. Hal Fischer, John Longfellow |
|      | Argentina   | ArgentinaBustos, Contarbio, del Vecchio, Furlong, González, López, Menini, Monza, Peralta, Pérez Varela, Poletti, Nuré, Uder, Viau, All. Jorge Canavesi                  |
|      | Brasile     | BrasileAlberto Marson, Alfredo da Motta, Almir, Ardelin, Godinho, Zé Luiz, Mário Jorge, Massinet, Montanha, Tião, Thales, Algodão, All. Kanela                           |
| 4.   | Cuba        | Template:Cuba di pallacanestro ai giochi panamericani 1951 |
| 5.   | Cile        | CileAraya, Beovic, Bernedo, Cordero, Fernández, Figueroa, Gallo, Mahn, Moreno, Raffo, Ramos, Silva, Valpreda, All. Kenneth Davidson                                      |
| 6.   | Panama      | PanamaArosemena, Blades, Castorina, Celis, Cumberbatch, Echeverría, Frazer, Jaén, Luzcando, Santos, Tom, Williams, All. -                                                |
| 7.   | Paraguay    | Template:Paraguay di pallacanestro ai giochi panamericani 1951 |
| 8.   | Messico     | MessicoGudiño, Guerrero, Cretin, Ayup, Soto, Bienvenú, F. Rojas, J. Rojas, Alfaro, Brizuela, Cardiel, Hernández, All. Francisco Díaz                                     |
| 9.   | Ecuador     | Template:Ecuador di pallacanestro ai giochi panamericani 1951 |
| 10.  | Colombia    | Template:Colombia di pallacanestro ai giochi panamericani 1951 |